# Севрюгино (озеро)
Севрюгино (каз. Севрюгино) — озеро в Кызылжарском районе Северо-Казахстанской области Казахстана. Находится к северу от села Новогеоргиевка.
По данным топографической съёмки 1940-х годов, площадь поверхности озера составляет 1,2 км². Наибольшая длина озера — 1,8 км, наибольшая ширина — 1 км. Длина береговой линии составляет 4,8 км, развитие береговой линии — 1,22. Озеро расположено на высоте 133,3 м над уровнем моря.